# トリウンフォ
座標: 南緯29度56分34秒 西経51度43分04秒 / 南緯29.94278度 西経51.71778度
トリウンフォ (Triunfo) は、ブラジルのリオグランデ・ド・スル州にある都市。人口は2万9856人（2020年）。
ラテンアメリカ最大の石油化学企業、ブラスケムの支配下にあるブラジル最大の石油化学コンビナートの一つが立地している（もう一つはバイーア州カマサリに所在）。
一人当たりの収入が122,750レアルと、ブラジルで最も裕福な自治体である。

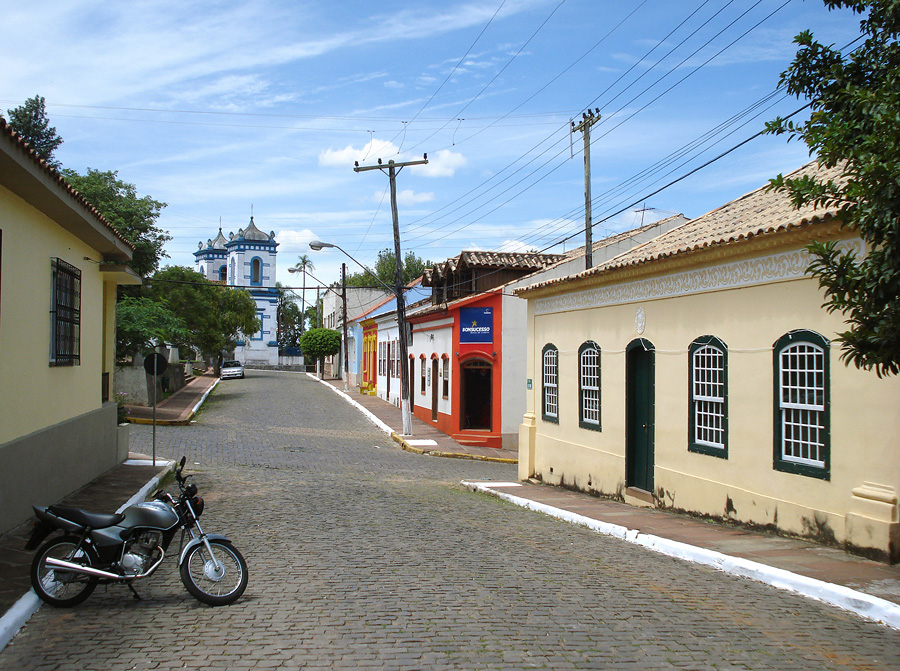